# Лестиярві
Лестиярві (фін. Lestijärvi) — громада в провінції Центральна Пог'янмаа, Фінляндія. Загальна площа території — 559,06 км, з яких 78,37 км² — вода. 

## Демографія
На 31 січня 2011 в громаді Лестиярві проживають 856 осіб: 434 чоловіків і 422 жінок.
Фінська мова є рідною для 98,24% жителів, шведська — для 0,12%. Інші мови є рідними для 1,64% жителів громади. 
Віковий склад населення: 
- до 14 років — 14,02%
- від 15 до 64 років — 62,38%
- від 65 років — 23,25%

Зміна чисельності населення за роками:  
| Рік  | Чисельність |
| ---- | ----------- |
| 1980 | 1048        |
| 1990 | 1114        |
| 2000 | 1040        |
| 2010 | 853         |
| 2011 | 856         |